# Wolrad Rundqvist
Wolrad Valentin Rundqvist, född 10 juli 1883 i Göteborg, död där 21 mars 1965, var en svensk målare.
Han var son till fabriksarbetaren Adrian Rundqvist och Desideria Wilhelmina Carlsdotter och från 1903 gift med Olga Alexandra Robertson. Han anställdes 1901 som stationsarbetare vid Statens Järnvägar i Göteborg och har vid sidan av sitt arbete varit verksam som konstnär. Han var vän med Oscar Jacobsson och utförde ett par porträtt av honom under de fem år Jacobsson bodde hos Rundqvist. Hans konst består av porträtt, interiörer, landskap och större kompositioner utförda i olja.  